# José Figueiras
José Figueiras (Queluz, 12 de janeiro de 1967) é um apresentador de televisão português, conhecido pelos programas que tem apresentado desde 1992, no canal SIC.

## Biografia
Começou por estudar Línguas e Literaturas Modernas na Universidade Clássica de Lisboa, mas depois passou para a Universidade Nova, onde frequentou o curso de Comunicação Social. Contudo, acabou por fazer o curso de jornalismo na Cenjor, tendo feito então um estágio de seis meses na Radiodifusão Portuguesa e acabou por ficar mais três anos.
Estreou-se em televisão na série de humor da RTP Cacau da Ribeira, onde teve uma curta participação como ator, mas foi na SIC que se tornou reconhecido pelo grande público, através da apresentação. Começa por apresentar a meteorologia, depois apresenta os programas de entretenimento Ai, os Homens, Paródia Nacional, Muita Lôco, Você Decide, Às Duas por Três, o último episódio do Big Show SIC, entre outros.
Em 2006, apresentou o especial de fim de ano Vamos Passar o ano com a Floribella. Substitui Fátima Lopes no Fátima durante o período de férias da apresentadora. Sucede a Fernando Rocha no A ganhar é que a gente se entende, transmitido todos os dias às 19 horas, na SIC.
Em 2009, apresentou, juntamente com outros apresentadores, o programa de verão SIC ao Vivo.
Passou pelo programa Vida Nova, na SIC quando Fátima Lopes trocou esta última estação pela TVI e atualmente conduz o programa Alô Portugal, emitido desde 2009 na SIC Internacional e que uns anos mais tarde passou também a ser transmitido no canal principal da SIC.
José Figueiras é um símbolo da SIC, pois é um dos elementos que permanece na estação desde o início da sua formação, em 1992, tendo apresentado vários programas de sucesso. A sua carreira fica também marcada por presenças esporádicas na representação. 
Na década de 1990, já depois de se celebrizar na SIC, também foi foco de atenção mediática por cantar a tirolesa e dançar a dança associada, chegando, inclusive, a lançar um álbum - creditado como sendo de "Banda Muita Lôco & José Figueiras -, em 1997, com canções nesse mesmo género musical. Essa não foi a única aventura do comunicador no mundo musical: em 2001, lançou o single "Duro de Roer" e em 2005 o álbum Regresso, ambos em nome próprio. Teve também uma participação, juntamente com seu então colega da SIC Jorge Gabriel, na faixa "Amigos do Peito", incluída no álbum de 1996 Trapalhões e Seus Amigos, do projeto cómico brasileiro Os Trapalhões, que tinham uma série na SIC, Os Trapalhões Em Portugal.

## Impacto na culturaonline
Desde a década de 2010 o ator é tema de humor absurdo relacionado aos ataques de 11 de setembro, em que memes afirmam que "José Figueiras não teve nada a ver com o 11 de Setembro". Há uma página de Facebook com esse nome e piadas afirmando haver ou não relação entre o apresentador e o acontecimento trágico. O apresentador já se manifestou sobre não gostar deste conteúdo. Em 2019, compartilhou vídeos curtos do humorista português Guilherme Geirinhas que brincam com uma imaginária relação entre Figueiras e os ataques, acompanhado do texto: "Há já alguns anos que esta “brincadeira” do 11 de setembro me persegue... umas páginas online acusam-me de ser o autor do ataque abominável que aconteceu há 18 anos; outras dizem o contrário. Pelo meio, há humoristas - que até respeito - mas que usam A MINHA IMAGEM e de pessoas que me rodeiam para promoverem os seus espectáculos. Ora, eu conheço bem o preço de ser “figura pública”... mas quem segue o meu trabalho pode não ter discernimento para distinguir a verdade de um meme/piada. Poder colocar em risco contratos profissionais é que já não tem assim tanta graça. Nem incomodarem a mãe dos meus filhos por causa de uma brincadeirinha sem maldade."
Mesmo depois de o apresentador se ter mostrado indignado e ter feito este pedido, continuam a surgir frases e imagens baseadas na piada, especialmente na data de 11 de setembro de cada ano. A 11 de setembro de 2023, o nome Figueiras continuava a ser trending topic na "secção portuguesa" da rede social X (antigo Twitter) simplesmente à conta deste meme.

## Carreira

### Televisão
| Ano                | Canal | Título                                         | Notas                                                                       |
| ------------------ | ----- | ---------------------------------------------- | --------------------------------------------------------------------------- |
| 1986               | RTP1  | Show Bis                                       |                                                                             |
| 1987               | RTP1  | Cacau da Ribeira                               | Ator, no papel de Cameraman                                                 |
| 1992               | SIC   | Meteorologia                                   | Apresentador                                                                |
| 1993               | SIC   | A Brincar, a Brincar                           | Apresentador                                                                |
| 1994 - 2000        | SIC   | Muita Lôco                                     | Apresentador                                                                |
| 1996 - 1998        | SIC   | Ai os Homens                                   | Apresentador                                                                |
| 1996               | SIC   | Bravo Bravíssimo                               | Apresentador, com Ana Marques                                               |
| 1997               | SIC   | Paródia Nacional                               | Apresentador                                                                |
| 1998               | SIC   | Você Decide                                    | Apresentador                                                                |
| 1998               | SIC   | Pepsi Chart                                    | Apresentador                                                                |
| 1999               | SIC   | Cantigas da Rua                                | Apresentador                                                                |
| 1999 - 2005        | SIC   | SIC 10 Horas                                   | Apresentador substituto, nas ausências de Fátima Lopes                      |
| 2001               | SIC   | Acorrentados                                   | Apresentador, com Artur Albarran                                            |
| 2001               | SIC   | Big Show SIC                                   | Apresentador                                                                |
| 2001               | SIC   | SIC Altamente                                  | Apresentador                                                                |
| 2002 - 2005        | SIC   | Às Duas por Três                               | Apresentador, com Fernanda Freitas                                          |
| 2002 - 2003        | SIC   | O Crime Não Compensa                           | Apresentador                                                                |
| 2005 - 2009        | SIC   | Fátima                                         | Apresentador substituto, nas ausências de Fátima Lopes                      |
| 2007 - 2008        | SIC   | A Ganhar é Que a Gente se Entende              | Apresentador                                                                |
| 2008               | SIC   | Dia em Grande                                  | Apresentador, com Marina Santiago                                           |
| 2009               | SIC   | Ligou, Ganhou                                  | Apresentador                                                                |
| 2009               | SIC   | SIC ao Vivo                                    | Apresentador                                                                |
| 2010               | SIC   | Vida Nova                                      | Apresentador                                                                |
| 2010 - 2019        | SIC   | Alô Portugal                                   | Apresentador                                                                |
| 2019 - presente    | SIC   | Alô Portugal                                   | Apresentador, com Ana Marques                                               |
| 2013 - 2014        | SIC   | Portugal em Festa                              | Apresentador, com Rita Ferro Rodrigues                                      |
| 2013               | SIC   | Olé                                            | Apresentador, com Bárbara Guimarães                                         |
| 2013 - 2014        | SIC   | Querida Júlia - Sextas Mágicas                 | Apresentador, com Raquel Strada / Vanessa Oliveira                          |
| 2013 - 2023        | SIC   | Festival Internacional do Circo de Monte-Carlo | Apresentador, com Sofia Cerveira                                            |
| 2024 - presente    | SIC   | Festival Internacional do Circo de Monte-Carlo | Apresentador, com Bárbara Guimarães                                         |
| 2014               | SIC   | Queridas Manhãs - Sextas Mágicas               | Apresentador, com Rita Ferro Rodrigues / Andreia Rodrigues                  |
| 2015               | SIC   | Grande Tarde                                   | Apresentador substituto, nas ausências de João Baião                        |
| 2018               | SIC   | Queridas Manhãs - Especial...                  | Apresentador, com outras caras SIC                                          |
| 2020               | SIC   | Casa Feliz                                     | Apresentador, com Ana Marques, em substituição de João Baião e Diana Chaves |
| 2021 / 2022 / 2025 | SIC   | Domingão                                       | Apresentador substituto                                                     |
| 2021               | SIC   | Estamos em Casa                                | Apresentador                                                                |
| 2022 - 2023        | SIC   | Olhá SIC                                       | Apresentador substituto/esporádico                                          |
| 2025 - presente    | SIC   | Estamos em Casa                                | Repórter de exteriores                                                      |

Outros/Especiais SIC
- 1993 / 1995 - Concurso Miss Praia - SIC / Nova Gente (Apresentador)
- 1998 - Médico de Família (Participação como ator)
- 2000 - Uma Aventura (Participação como ator convidado)
- 2006 - Aqui Não Há Quem Viva (Participação especial como ator, no papel de Afonso Tavares - Jornalista)
- 2006 - Especial de Fim de Ano Vamos Passar o Ano com a Floribella (Apresentador)
- 2006 e 2007 - Especial aniversário SIC Parada SIC (Apresentador)
- 2007 - Vingança (telenovela) (Participação como ator)
- 2009 - Perfeito Coração (Participação especial no último episódio)
- 2011 - Natal Portugal (Apresentador)
- 2013 - Viv'ó Benfica (Apresentador)
- 2014 - NOS Air Race (Repórter com Iva Lamarão e Rita Guerra)
- 2016 - SIC Caras Glow Summer Party (Apresentador com Liliana Campos e Cláudio Ramos)
- 2017 - Digressão 25 Anos SIC (Repórter)
- 2017 - Espelho d'Água (Participação especial)
- 2017 - Festa dos 20 anos da SIC Internacional (Apresentador com Bárbara Guimarães e Conceição Lino)
- 2017 - 25 Anos SIC (Coapresentador)
- 2018 - Festa das Colheitas em direto de Vila Verde (Apresentador)
- 2019 - Especial 10 de junho SIC Internacional (Apresentador)
- 2021 - Obrigado, Maria João Abreu (Apresentador com Ana Marques)
- 2022 - Cantor ou Impostor? (Concorrente)
- 2022 - É Bom Vivermos Juntos (Apresentador com Débora Monteiro, Diana Chaves e João Baião)
- 2023 - Vale Tudo (Convidado Especial)
- 2023 - Salve-se Quem Puder (Capitão de Equipa)
- 2023 - Gala dos Sonhos 3 (Repórter)
- 2024 - Feriadão Especial Dia de Portugal (Repórter, a partir de Newark, Nova Jérsia)

### Canais SIC
- 2009 - Atualidade - Alô Portugal (SIC Internacional e SIC)
- 2010 - Cruzeiros (SIC Notícias)